# Plavecké Podhradie
Plavecké Podhradie (allemand : Blasenstein ) est un village de Slovaquie situé dans la région de Bratislava.

## Histoire
Première mention écrite du village en 1247.

## Démographie

### Évolution de la population
| Année:               | 1994. | 2004.   | 2014.   | 2024.   |
| -------------------- | ----- | ------- | ------- | ------- |
| Nombre de personnes: | 692   | 696     | 674     | 727     |
| Différence:          |       | +0,57 % | -3,16 % | +7,86 % |

| Année:               | 2023. | 2024.   |
| -------------------- | ----- | ------- |
| Nombre de personnes: | 719   | 727     |
| Différence:          |       | +1,11 % |

## Politique
| Nom           | Parti politique      | date de l'élection | Fin du mandat |
| ------------- | -------------------- | ------------------ | ------------- |
| Marian Zechel | Candidat indépendant | 02.12.2006         | Déc. 2010     |